# 雷·兰克斯特
E·雷·兰克斯特爵士（英語：Sir Edwin Ray Lankester，1847年5月15日—1929年8月13日）是一位英国动物学家，伦敦大学学院和牛津大学教授，专攻无脊椎动物动物学和进化生物学，曾任伦敦自然史博物馆的第三任馆长。